# Campioni italiani assoluti di atletica leggera - 1200 metri siepi maschili
Questa pagina raccoglie un elenco di tutti i campioni italiani dell'atletica leggera nella specialità dei 1200 metri siepi, che fu inserita nel programma dei campionati dal 1908 al 1922. L'anno successivo fu sostituita dai 3000 metri siepi.

## Albo d'oro
| Anno | Atleta (società)                               | Prestazione            |
| ---- | ---------------------------------------------- | ---------------------- |
| 1906 | Gara non in programma                          | Gara non in programma  |
| 1907 | Gara non in programma                          | Gara non in programma  |
| 1908 | Massimo Cartasegna Sport Club Audace Torino    | 3'46"1/5(m)            |
| 1909 | Massimo Cartasegna Sport Club Audace Torino    | 3'41"4/5(m)            |
| 1910 | Angelo Vigani Sport Club Italia                | 3'42"2/5(m)            |
| 1911 | Massimo Cartasegna Sport Club Audace Torino    | 3'41"4/5(m)            |
| 1912 | Emilio Lunghi Sport Pedestre Genova            | 4'00"3/5(m)            |
| 1913 | Angelo Grosselli Sport Club Italia             | 3'36"3/5(m)            |
| 1914 | Angelo Grosselli Sport Club Italia             | 3'39"1/5(m)            |
| 1915 | Edizioni non disputate                         | Edizioni non disputate |
| 1916 | Edizioni non disputate                         | Edizioni non disputate |
| 1917 | Edizioni non disputate                         | Edizioni non disputate |
| 1918 | Edizioni non disputate                         | Edizioni non disputate |
| 1919 | Oreste Luppi Società Polisportiva Ars et Labor | 3'43"4/5(m)            |
| 1920 | Ernesto Ambrosini Football Club Brescia        | 3'31"1/5(m)            |
| 1921 | Ernesto Ambrosini Forti e Liberi Milano        | 3'30"3/5(m)            |
| 1922 | Ernesto Ambrosini Forti e Liberi Monza         | 3'22"2/5(m)            |